# بورا (مغنية)
بارك جي سو (بالكورية: 김보라)‏ هي مغنية وممثلة كورية جنوبية، ولدت يوم 3 مارس 1999 في غوانغجو في كوريا الجنوبية.

## روابط خارجية
- لا بيانات لهذه المقالة على ويكي بيانات تخص الفن